# Blonde on Blonde
Blonde on Blonde és el setè àlbum d'estudi del músic estatunidenc Bob Dylan, publicat per Columbia Records el maig de 1966. Les sessions d'enregistrament de l'àlbum van començar a Nova York el 1965 amb el suport d'un elevat nombre de músics, entre els quals hi havia membres de la banda The Hawks, que quatre anys després es convertiria en The Band. L'enregistrament va allargar-se fins al gener de 1966, però només va donar com a resultat una cançó, «One of Us Must Know (Sooner or Later)», que va acabar afegida a l'àlbum. Dylan es va traslladar als CBS Studios de Nashville (Tennessee) per continuar amb l'enregistrament a proposta de Johnston i amb la companyia del teclista Al Kooper i el guitarrista Robbie Robertson. Aquestes sessions van comptar amb la participació de músics de sessió locals i van ser més fructíferes en comparació de les de Nova York, i en dos mesos es va gravar la resta de les cançons.
L'àlbum, un dels primers discos dobles en la història de la música moderna, va completar la trilogia de rock que Dylan va començar amb Bringing It All Back Home el 1965 i va continuar amb Highway 61 Revisited un any després, i gran part de la crítica musical ho va considerar de forma gairebé unànime com un dels millors àlbums de rock de tots els temps. Combinant l'experiència dels músics de sessió de Nashville amb la sensibilitat literària modernista de Dylan, les cançons de l'àlbum van ser descrites com una operació a gran escala musical, mentre que la lírica va ser descrita com «una mescla única entre el visionari i el col·loquial».
En el plànol comercial, Blonde on Blonde va ascendir fins al lloc nou en la llista nord-americana Billboard 200, on la RIAA el va certificar com a doble disc de platí, mentre que en el Regne Unit va entrar en la posició tres de la llista UK Albums Chart.

## Llista de cançons
Totes les cançons van ser escrites per Bob Dylan:
| 1. | «Rainy Day Women #12 & 35»              | 4:36 |
| 2. | «Pledging My Time»                      | 3:50 |
| 3. | «Visions of Johanna»                    | 7:33 |
| 4. | «One of Us Must Know (Sooner or Later)» | 4:54 |

| 1. | «Most Likely You Go Your Way And I'll Go Mine» | 3:30 |
| 2. | «Temporary Like Achilles»                      | 5:02 |
| 3. | «Absolutely Sweet Marie»                       | 4:57 |
| 4. | «4th Time Around»                              | 4:35 |
| 5. | «Obviously 5 Believers»                        | 3:35 |

| 1. | «I Want You»                                          | 3:07 |
| 2. | «Stuck Inside of Mobile with the Memphis Blues Again» | 7:05 |
| 3. | «Leopard-Skin Pill-Box Hat»                           | 3:58 |
| 4. | «Just Like a Woman»                                   | 4:52 |

| 1. | «Sad Eyed Lady of the Lowlands» | 11:23 |